# カルカッタ (軽巡洋艦)
カルカッタ (HMS Calcutta) はイギリス海軍の軽巡洋艦。C級（カーライル級）。

## 艦歴
バロー＝イン＝ファーネスのヴィッカース社で建造。1917年1月28日起工。1918年7月9日進水。1919年8月竣工。
北アメリカ・西インド艦隊の第8軽巡洋艦戦隊に編入され、その旗艦となった。1920年3月6日、ポートオブスペインでアメリカの貨物船「バラバク (Balabac)」が火災を起こした。「カルカッタ」はその消火にために乗組員を、「バラバク」乗員救出のためボートを派遣した。1926年10月21日、バミューダでハリケーン襲来時に防波堤に衝突して損傷。
修理と予備役の期間をはさんで、1929年9月18日に再就役し、サイモンズタウンを拠点とするアフリカ艦隊の第6巡洋艦戦隊旗艦となった。1931年にイギリスに戻され予備役となる。
防空巡洋艦への改装後、1939年8月に本国艦隊に加わり、9月にはハンバー部隊 (Humber Force) に配属されて北海での船団護衛に従事。2月には本国艦隊に戻り、船団護衛を継続。
1940年4月、ドイツ軍がノルウェーへ侵攻。4月22から23日、「カルカッタ」は軽巡洋艦「バーミンガム」、駆逐艦「マオリ」、「ビゾン」、「フードロワイヤン」、スループ「オークランド」とともにナムソスへの上陸部隊を乗せたフランスの兵員輸送船「Ville d'Alger」を護衛するが、作戦は悪天候により中断された。4月30日にはオンダルスネスからの英仏軍の撤退が開始されカルカッタも参加。「カルカッタ」と「オークランド」は5月1から2日夜にオンダルスネスから殿軍を撤退させ、「カルカッタ」は756人を乗せた。
1940年5月末、ダイナモ作戦（ダンケルクからの撤退）に参加。「カルカッタ」は5月27日から28日の夜には656人、5月28日から29日の夜には1200人を運んだ。5月31日から5月1日の夜にもダンケルク沖で活動し、6月2日には爆撃を受けて至近弾により損傷した。
続いてフランス西部からの撤退作戦（エアリアル作戦）が行われ、「カルカッタ」は6月23日から25日にサン＝ジャン＝ド＝リュズからの撤退戦に参加。6月25日、ジロンド川沖でカナダ駆逐艦「フレーザー」に衝突。「フレーザー」は分断され、前部は沈没、後部は駆逐艦「レスティゴーシュ」により沈められた。「カルカッタ」側には損傷はなかった。
8月30日からハッツ作戦に参加。地中海艦隊としてF部隊に属してジブラルタルから出撃。「コヴェントリー」、戦艦「ヴァリアント」とともに9月2日にマルタへ物資、人員を届けた後地中海艦隊と合流し、9月6日にアレクサンドリアに到着した。
1941年1月3日、バルディア砲撃を行う戦艦「ウォースパイト」、「ヴァリアント」、「バーラム」を護衛。次いで、アレクサンドリアからマルタへ向かうMW5船団を護衛（MC4作戦）。
3月はエジプトからギリシャへイギリス軍を運ぶ船団の護衛に従事（ラスター作戦）。
1941年4月18日、「カルカッタ」を含む地中海艦隊は輸送船「ブレコンシャー」を護衛しアレクサンドリアからマルタへ向かい、続けて4月20日にトリポリ砲撃を行った艦隊を護衛。
4月24日、地中海艦隊はデーモン作戦（ギリシャからの撤退）を開始し、「カルカッタ」も参加.。「カルカッタ」は4月24日から25日夜にはポルト・ラフティでの、26日から27日夜にはナフプリオでの兵員の収容に参加した。
5月6日から12日、アレクサンドリアからマルタへのMW7船団を護衛し、続けてエジプトへ戦車を運ぶタイガー船団と合流した。
5月20日、ドイツ軍がクレタ島へ侵攻。これに対して、地中海艦隊は侵攻部隊を迎撃するため巡洋艦と駆逐艦からなる部隊を3つ（B、C、D部隊）クレタ島北方に、戦艦部隊（A部隊）をイタリア艦隊が出撃してきた場合に備えて展開させた。「カルカッタ」はアレクサンドリアから出撃し、5月21日にC部隊に合流。同日、C部隊は空襲により駆逐艦「ジュノー」を失った。5月22日、イラクリオンへ向かう船団を迎撃。船団は引き返し、激しい空襲のためC部隊も攻撃を断念した。C部隊はA部隊と合流。合流後、さらなる空襲により軽巡洋艦「グロスター」、「フィジー」、「グレイハウンド」が撃沈された。5月23日、弾薬補給のためA部隊はアレクサンドリアへ向かった。
5月27日、クレタ島からの撤退が決定される。5月29日から30日の夜、「カルカッタ」は軽巡洋艦「フィービ」、「パース」、「コヴェントリー」、駆逐艦「ジャーヴィス」、「ジェイナス」、「ヘイスティ」、輸送艦「グレンガイル」とともにSfakiaから兵員6000人を収容した。5月31日から6月1日にも敷設巡洋艦「アブディール」、駆逐艦「キンバリー」、「ホットスパー」、「ジャッカル」によりSfakiaからの兵員の収容が行われ、その部隊の護衛のため「カルカッタ」と「コヴェントリー」は6月1日にアレクサンドリアから出撃。だが、アレクサンドリアの北西約100海里でドイツ軍第1教導航空団のJu 88の攻撃を受け、「カルカッタ」は爆弾2発が命中し沈没。255人が「コヴェントリー」に救助されたが、107人が死亡または行方不明となった。